# Navigazione Generale Italiana
Navigazione Generale Italiana (NGI), var ett italienskt rederi 1881-1932.
Navigazione Generale Italiana var ett av Italiens största rederier med hemort i Genua. Man uppehöll främst trafik Italien-Nord- och Sydamerika och hade 1930 11 stora fartyg med sammanlagt 171.000 bruttoregisterton. De största fartygen var Roma och motorfartyget Augustus, vardera om 32.5000 bruttoregisterton med plats för 1.700 respektive 2.200 passagerare.